# Friedrich von Thurn und Taxis
Friedrich Lamoral Joseph Maria Anton Prinz von Thurn und Taxis (* 23. Dezember 1871 in Raab, Győr, Ungarn; † 10. Mai 1945 in Biskupitz) war ein Großgrundbesitzer, K. u. k. Kämmerer und Oberstleutnant a. D.

## Herkunft
Friedrich ist am 23. Dezember 1871 in Raab geboren. Er war Sohn des Prinzen Lamoral Friedrich von Thurn und Taxis (1832–1903), eines österreichischen k.u.k. Feldmarschallleutnants, und Antonie Gräfin Schaffgotsch, Freiin zu Kynast und Greiffenstein (1850–1942). Er gehörte der sogenannten jüngeren Böhmischen Linie des Hauses Thurn und Taxis an, deren Begründer Prinz Maximilian Joseph (1769–1831) war, der jüngste Sohn von Alexander Ferdinand (1704–1773). Die Mitglieder dieser Linie besaßen seit 1832 das Inkolat im böhmischen Herrenstand und waren seit 1838 auch als Landmann in Tirol immatrikuliert. Friedrichs Großvater Friedrich Hannibal von Thurn und Taxis hatte zudem 1842 das ungarische Indigenat erhalten. Der jüngere Bruder von Friedrich, Hugo (1873–1915), war Offizier im 6. Dragonerregiment und kam während des Ersten Weltkrieges in der Bukowina ums Leben.

## Leben

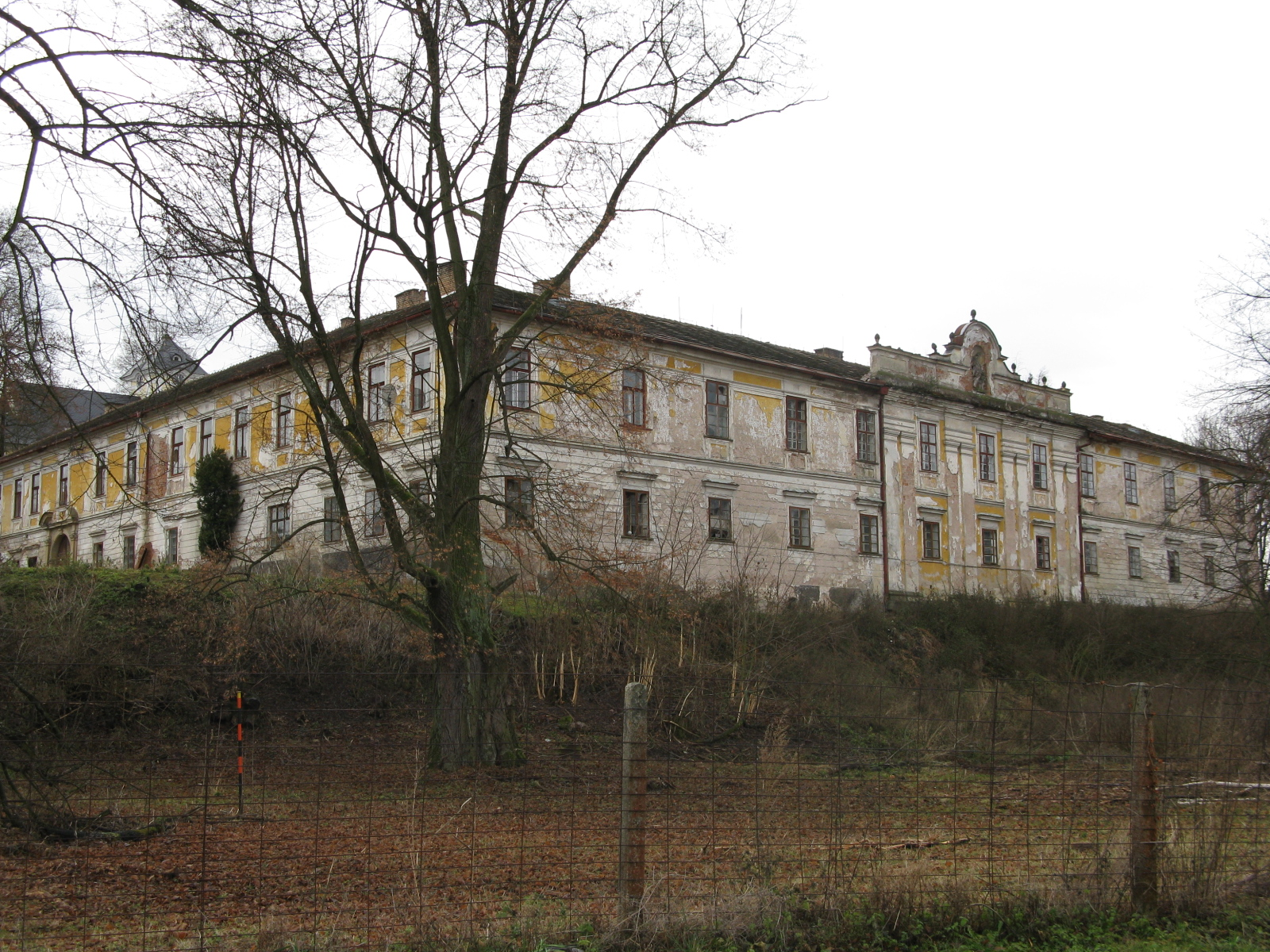
Schloss Biskupitz

Nach dem Tode seines Vaters erbte er ein großes Landgut. Er war Herr des Schlosses Bischofsburg (heute Biskupice), einem Ort gelegen südlich von Olmütz. Außer der Ortschaft Bischofsburg gehörten ihm auch die Ortschaften Vranová, Vranová Lhota, Březinky, Hartinkov, Libštejn, Stará i Nová Roveň, Vysoká und Jaroměřice. Die Gesamtfläche seines Landbesitzes betrug 2.377,93 ha, wobei dieser zum überwiegenden Teil von Wäldern bedeckt war. Die Forstwirtschaft bildete die wichtigste unternehmerische Aktivität im Landgut des Fürsten. Durch die Agrarreform in der Tschechoslowakei in den 1920er-Jahren war Friedrich gezwungen, einen Teil seines Landes abzugeben.
Aufgrund des Münchner Abkommens besetzte die Wehrmacht im Oktober 1938 das Sudetenland. Der Landbesitz von Friedrich von Thurn und Taxis lag in der Mähren-Trebov-Region an der Demarkationslinie zwischen der Tschechoslowakei und dem Deutschen Reich. Friedrich (Mitgliedsnummer: 6.557.197, Gau Sudetenland) und seine drei Kinder traten noch 1938 in die NSDAP ein. Als die Grenzen zwischen dem Deutschen Reich und der Tschechoslowakei genau festgelegt werden sollten, bemühte sich Thurn und Taxis darum, dass Schloss Bischofsburg samt der ihm gehörenden Landgütern zum Deutschen Reich geschlagen wurden. Er arbeitete mit der Wehrmacht bei der Besetzung am 24. November 1938 zusammen. Am 15./16. März 1939 kam es zur Zerschlagung der Rest-Tschechei. Die genaue Grenze zwischen dem Protektorat Böhmen und Mähren und dem Sudetenland war jedoch  während des Zweiten Weltkrieges Gegenstand von Verhandlungen. Infolgedessen konnte Prinz Friedrich in den Jahren 1939–1945 nicht völlig frei über sein Land verfügen. Er klagte deswegen bei oberen Behörden in Berlin, jedoch ohne Erfolg. Adolf Hitler legte das Problem der endgültigen Grenzsetzung für unbestimmte Zeit beiseite.
Nach dem Ende des Zweiten Weltkrieges wurde Friedrich Prinz von Thurn und Taxis am 10. Mai 1945 von einer „Revolutionsgarde“ ermordet.

## Ehe und Nachkommen
Am 30. November 1907 heiratete Friedrich in Neuville-sous-Huy, Belgien die K. u. k. Palastdame und Sternkreuzordensdame, Prinzessin Eleonore de Ligne (* 25. Januar 1877; † 13. August 1959), Tochter des Prinzen Edouard de Ligne und der Prinzessin Eulalie zu Solms-Braunfels. Das Paar hatte folgende drei Kinder:
- Eulalia Maria Antonie Eleonore (1908–1993), Sternkreuzordensdame

verlobt 1928, entlobt 1929 Raphael Rainer von Thurn und Taxis (1906–1993)
⚭ 1929 Philipp Ernst von Thurn und Taxis (1908–1964) (beide Söhne des Fürsten Albert von Thurn und Taxis (1867–1952) und der Erzherzogin Margarethe Klementine von Österreich)
- Georg Lamoral Alexander Anton Joseph Maria (1910–1986)

⚭ 1943 (geschieden 1954) Editha Scheer (* 1921)
⚭ 1969 Anneliese Zerbst (1922–2015)
- Hugo Lamoral Nikolaus (1916–1975), Diplom-Kaufmann

⚭ 1940 (geschieden 1945) Ingeborg Sponer (1921–2011)
⚭ 1953 Beatrice von Bethusy-Huc (1925–1954)
⚭ 1961 Dorothea van der Elst (* 1931).